# КазСат 2
КазСат 2 (KazSat-2) — космічний апарат фіксованого супутникового зв'язку Республіки Казахстан. Запуск космічного супутника КазСат 2 проведений 16 липня 2011 рік а з космодрому Протон-М з казахстанським супутником зв'язку KazSat-2 стартував з Байконура.. Планована точка стояння на ДСО 86,5 град. с.д. За заявою Республіканського центру космічного зв'язку зона обслуговування КА «КазСат-2» буде включає всю територію Республіки Казахстан, територію країн Центральної Азії та центральної частини Росії з нерівномірністю не більше 3 дБ.

## Історія розробки
В 2006 року с ГКНПЦ ім. Хрунічева був підписаний контракт по створенню і запуску другого національного супутника зв'язку КазСат 2.
2 грудня 2008 року була остаточно втрачено зв'язок із супутником « КазСат-1». В результаті вимоги до приймання космічного апарата «КазСат 2» були підвищені .
1 травня 2009 року - Т. Мусабаев повідомив, що створено спільне підприємство, підготовлений контракт на запуск будівництва складального випробувального комплексу в Астані, доручені архітектурно-планувальні завдання. Проведено інженерно-геодезичні роботи, наради з генеральним партнером - французькою компанією «ІДС Астріум».
21 травня 2009 року Путін та Масімов провели нараду в Астані.
22 вересня 2009 року - Запуск «КазСат 2» заплановано на грудень 2010 р.
4 грудня 2009 року - Т. Мусабаев повідомив, що термін запуску «КазСат 2» перенесено на 1 рік у зв'язку з необхідністю проведення доробок системи управління супутника. Надалі запуск неодноразово відкладався.
Запуск космічного супутника КазСат 2 проведений 16 липня 2011 року з космодрому Байконур.

## Характеристики бортового ретранслятора
1. Кількість стовбурів ретрансляції 20 (16 активних, 4 Космічний апарат «KazSat-2» частотний план
- Фіксованого зв'язку 12
- Телевізійних 4
2. Діапазон частот Ku
3. Смуга пропускання стволів 54 МГц
4. Маса 215 кг
5. Номінальна енергоспоживання, 1800Вт
Маса КА на орбіті 1330 кг
Термін існування 12,25 років
Технічний ресурс 14,5 років
Точність орієнтації КА при роботі БРТК 0,1 град
Точність підтримки КА по довготі і широті ± 0,05 град
Засіб виведення на робочу орбіту (попутне виведення) РН «Протон-М» з РБ «Бриз-М»

## Страхування
Після невдачі з  КазСат-1 були підвищені вимоги до приймання космічного апарата. Крім цього був збільшений гарантійний термін його експлуатації, протягом якого розробник зобов'язаний здійснювати повний цикл контролю та управління космічним супутником у разі виникнення нештатних ситуацій.
Для страхування КазСат 2 Республіканський центр космічного зв'язку та електромагнітної сумісності радіоелектронних засобів Казахстану (РЦКС) планує залучити казахстанську страхову компанію.
За перенесення дати запуску супутника «Центр ім. Хрунічева »виплатив компенсацію .

## Трансляція запуску
10 липня 2011 Прем'єр-Міністр Республіки Казахстан Карім Масімов через свій твіттер-аккаунт  оголосив про, те що запуск супутника буде транслюватися казахстанськими блогерами в режимі реального часу.

## Перспективи використання
Міністерством зв'язку та інформації РК розглядається питання щодо переведення телевізійного мовлення на «КазСат 2».
Після запуску «КазСат 2» відбудеться зростання кількості операторів зв'язку в Казахстані, збільшення обсягу їх послуг та поліпшення їх якості ", - вважає Віктор Лефтеров, президент Республіканського центру космічного зв'язку та електромагнітної сумісності радіоелектронних засобів .
Проте в той же час аварія супутника може привести до великих (непорівнянним з ціною супутника) фінансових втрат всієї телекомунікаційної галузі Казахстану, включаючи грошові та іміджеві втрати ретрансляційної мережі зв'язку, телевізійних каналів, мовників, операторів супутникового зв'язку, VSAT-операторів тощо. При зменшенні середньої тривалості експлуатації вироблених в Росії супутників і частому невідповідність заявленого компанією виробником терміну служби реальному, це може стати значною «Порівняльний аналіз розвитку російської орбітальної угруповання космічних апаратів цивільного призначення і орбітального угрупування Eutelsat»] .

## Критика
Голова національного космічного агентства Талгат Мусабаєв заявив, що висновки з історії з КазСат-1 зроблені. У документи внесені зміни і у випадку форс-мажорних обставин виробнику доведеться нести відповідальність.
Також Талгат Мусабаєв повідомив про невдоволення фахівців Казкосмоса: «Наші фахівці, які приїжджають і беруть поетапно створення даного супутника, знаходять все більше помилок і серйозних вад у цій складній техніці, які сьогодні виправляються».

## Супутник зв'язку «КазСат 2» вже злетів
Супутник зв'язку КазСат-2 варто віднести до категорії малих космічних апаратів, тому що його маса не перевищує і 1500 кг, а саме його вага становить 1272 кг. Як вважають казахстанські фахівець и, новий супутник зв'язку вирішить всі проблеми пов'язані з інформаційним забезпеченням в Республіки Казахстан. Для Казахстану використання не казахстанських супутників зв'язку, обходиться дуже дорого. «КазСат 2» зможе розширити певне коло інформаційних послуг, які так необхідні Республіці а саме «КазСат 2» сприяє розширення спектра для електронного уряду, інтернету і мобільного зв'язку.